# Morąg Kolonia
Morąg Kolonia - kolejowy przystanek osobowy w Morągu, w województwie warmińsko-mazurskim, w Polsce. Znajduje się tu 1 peron.

## Ruch pasażerski
| Rok  | Wymiana pasażerska na dobę |
| ---- | -------------------------- |
| 2017 | 50-99                      |
| 2022 | 100-149                    |